# Michael Epp (Schauspieler)
Michael Epp (* 1983 in Konstanz) ist ein deutsch-britischer Schauspieler.

## Leben
Michael Epp wuchs in Allensbach in Baden-Württemberg auf. Er ist der Sohn eines Deutschen und einer Britin und wurde zweisprachig (Deutsch/Englisch) erzogen. Neben der deutschen Staatsangehörigkeit besitzt er auch die britische Staatsbürgerschaft. Nach dem Abitur an einem Konstanzer Wirtschaftsgymnasium (2003) absolvierte er zunächst ein journalistisches Praktikum in der Sportredaktion des Südkurier. Nach seinem Zivildienst entschied er sich dann für den Schauspielberuf.
Er absolvierte von 2005 bis 2007 eine dreijährige Schauspielausbildung am HB Studio of Acting im New Yorker Stadtteil Greenwich Village. Nach Abschluss seiner Ausbildung blieb er in New York, wo er insgesamt sieben Jahre lebte und arbeitete. Er spielte hauptsächlich Theater an verschiedenen kleineren New Yorker Bühnen, wirkte in einigen Kurzfilmen mit und hatte auch kleinere Fernsehrollen.
Epp steht seit 2012 regelmäßig für deutschsprachige Film- und Fernsehproduktionen vor der Kamera, wirkt jedoch auch in englischsprachigen und internationalen Produktionen mit. Erste Fernsehrollen in Deutschland hatte er u. a. in dem Fernsehfilm Die Holzbaronin. In der ab September 2013 ausgestrahlten 2. Staffel der Fernsehserie Weissensee, die 2014 den Deutschen Schauspielerpreis in der Kategorie „Bestes Ensemble“ gewann, spielte er, u. a. an der Seite von Katrin Saß, den jungen Pianisten Malte Ulbricht.
Zu seinen bisherigen Kinoarbeiten gehören der Horror-Thriller Gefällt mir (2014), die YouTuber-Komödie Kartoffelsalat – Nicht fragen! (2015; als Kommissar Manni), der beim Filmfestival Max Ophüls Preis mehrfach ausgezeichnete AKIZ-Film Der Nachtmahr (2015; als Polizist Schonrath), der Science-Fiction-Film Wir sind die Flut (2016; als Soldat Mike) sowie die englischsprachigen und internationalen Produktionen The Childhood of a Leader (2015, mit Bérénice Bejo und Robert Pattinson), Collide (2016), Beyond Valkyrie: Morgendämmerung des Vierten Reichs (2016; als brutaler SS-Mann Karl Krauss), Verleugnung (2016; in der Rolle des SS-Manns Hans Stark), Another Mother’s Son (2017, mit Jenny Seagrove als Hauptdarstellerin) und Unlocked (2017, an der Seite von Michael Douglas, Orlando Bloom und John Malkovich).
Epp hatte außerdem u. a. Episodenrollen in den deutschen Fernsehserien Morden im Norden (2014; u. a. als Schiedsrichter und Mordopfer Michael Rost), SOKO Wismar (2015; als Verlobter David Meinecke) und SOKO Stuttgart (2015; als tatverdächtiger Ehemann Wolf Fehling). In der ARD-Serie In aller Freundschaft – Die jungen Ärzte war er 2015 in drei Folgen als Handballspieler Eric Thalbach zu sehen; er spielte den Freund der zur Stammbesetzung gehörenden Ärztin Julia Berger (Mirka Pigulla). Außerdem war er in mehreren britischen Fernsehserien und Mini-Serien (Crossing Lines, War and Peace, SS-GB) zu sehen. In der britisch-deutschen Crime-Serie The Mallorca Files, die ab November 2019 ausgestrahlt wurde, übernahm Epp eine der Episodenhauptrollen als deutscher Winzer auf Mallorca, der bedroht und aufgefordert wird, die Insel zu verlassen. In der ZDFneo-Detektivserie Dunkelstadt (2020) übernahm er eine der Episodenrollen als erfolgreicher Imageberater, der massiv bedroht wird. Im Der Zürich-Krimi: Borchert und der fatale Irrtum (2020) spielte er den korrupten Immobilieninvestor Patrick Frick.
Nach seiner dauerhaften Rückkehr nach Deutschland ließ sich Epp, der seit 2015 verheiratet ist, in Berlin nieder, wo er gemeinsam mit seiner Frau lebt.

## Filmografie (Auswahl)
- 2009: Springfield Story (Fernsehserie; USA)
- 2013: Die Holzbaronin (Fernsehfilm)
- 2013: Weissensee (Fernsehserie; Seriennebenrolle)
- 2013: Crossing Lines (Fernsehserie; Folge: The Animals)
- 2013; 2014: Binny und der Geist (Fernsehserie; zwei Folgen, verschiedene Rollen)
- 2014: Morden im Norden (Fernsehserie; zwei Folgen, verschiedene Rollen)
- 2014: Gefällt mir (Kinofilm)
- 2015: Stralsund: Kreuzfeuer (Fernsehreihe)
- 2015: SOKO Wismar (Fernsehserie; Folge: Glück und Glas)
- 2015: SOKO Stuttgart (Fernsehserie; Folge: Die Tote in der Dusche)
- 2015: In aller Freundschaft – Die jungen Ärzte (Fernsehserie; drei Folgen, Episodenrolle)
- 2015: Kartoffelsalat – Nicht fragen! (Kinofilm)
- 2015: Der Nachtmahr (Kinofilm)
- 2015: The Childhood of a Leader (Kinofilm)
- 2016: War and Peace (Fernsehserie; eine Folge)
- 2016: Wir sind die Flut (Kinofilm)
- 2016: Collide (Kinofilm)
- 2016: Beyond Valkyrie: Morgendämmerung des Vierten Reichs (Beyond Valkyrie: Dawn of the 4th Reich) (Kinofilm)
- 2016: Wann endlich küsst Du mich? (Kinofilm)
- 2016: Verleugnung (Denial) (Kinofilm)
- 2017: SS-GB (TV-Miniserie; Serienrolle)
- 2017: Another Mother’s Son (Kinofilm)
- 2017: Unlocked (Kinofilm)
- 2018: SOKO München (Fernsehserie; Folge: Tod unter Brücken)
- 2019: The Mallorca Files (Fernsehserie; Folge: Saurer Wein)
- 2019: Ransom (Fernsehserie, eine Folge)
- 2020: Dunkelstadt: Masken (Fernsehserie; Folge: Tod unter Brücken)
- 2020: Der Zürich-Krimi: Borchert und der fatale Irrtum (Fernsehreihe)
- 2021: Spencer (Kinofilm)
- 2022: Souls (Fernsehserie)
- 2022: Tom Clancy’s Jack Ryan (Fernsehserie; Folge: Falcon)
- 2023: Ein Sommer auf Malta (Fernsehreihe)
- 2024: The Beekeeper (Kinofilm)
- 2024: Der Brutalist (The Brutalist, Kinofilm)
- 2025: The World Will Tremble
- 2025: SOKO Donau/SOKO Wien (Fernsehserie, Folge: Blaulichtmilieu)
- 2025: The Chronology of Water
- 2025: Die Tote vom Jacobsweg (Fernsehfilm)